# Historia de Belgrano y de la Independencia Argentina
La Historia de Belgrano y de la Independencia Argentina es un libro de historia argentina escrito por Bartolomé Mitre. Es una biografía de Manuel Belgrano, pero ampliada a toda la Guerra de la Independencia Argentina, donde Belgrano estuvo involucrado. Fue el primer libro sobre la historia de Argentina, y como tal fue el punto de partida de la historiografía de la Argentina originando la corriente historiográfica “oficial" o “mitrista". Incluye también la primera parte de la autobiografía de Manuel Belgrano, que fue publicada por primera vez en este libro. Cuando se editó, el libro generó controversias entre el autor y Dalmacio Vélez Sarsfield y Juan Bautista Alberdi.